# Distanzfunktion
Distanzfunktionen sind bestimmte reellwertige Abbildungen metrischer Räume, die die Eigenschaften der zugrunde liegenden Metrik auf einstellige Funktionen übertragen.
Das Konzept von Distanzfunktionen wurde 2011 von Chazal, Cohen-Steiner und Mérigot eingeführt und besitzt unter anderem Anwendungsmöglichkeiten in der geometrischen und der stochastischen Maßtheorie sowie im Data-Mining.

## Definition
Sei {\displaystyle (X;d_{X})} ein nicht-leerer metrischer Raum, dessen Metrik ohne Beschränkung der Allgemeinheit durch eine Norm {\displaystyle \|.\|_{X}} induziert sei (vgl. Satz von Kunugui).
Eine Distanzfunktion auf {\displaystyle X} ist nun eine Abbildung {\displaystyle d\colon X\to \mathbb {R} _{0}^{+}} (die also keine negativen Werte annimmt), mit den folgenden drei Eigenschaften:
1. Die Funktion selbst ist 1-Lipschitz-stetig: Für je zwei Punkte {\displaystyle x;y\in X} gilt also {\displaystyle |d(x)-d(y)|\leq \|x-y\|_{X}}
2. Das Quadrat der Funktion ist 1-semikonkav: Dies ist äquivalent dazu, dass {\displaystyle x\mapsto d(x)^{2}-\|x\|_{X}^{2}} eine konkave Funktion ist.
3. Die Funktion divergiert, wann immer die Norm es tut: Für jedes Netz {\displaystyle (x_{i})_{i\in I}} in {\displaystyle X} mit {\displaystyle \|x_{i}\|_{X}\to \infty } gilt auch {\displaystyle d(x_{i})\to \infty }.

## Pseudo-Distanzfunktion
Streng genommen genügt es bereits, die zweite und dritte Eigenschaft der obigen Definition zu fordern, da aus der 1-Semikonkavität des Quadrates einer Funktion bereits die 1-Lipschitz-Stetigkeit der ursprünglichen Abbildung folgt.
Allerdings ist die erste Eigenschaft anschaulich genau das, was eine Funktion distanzartig macht:
Es lässt sich leicht nachrechnen, dass {\displaystyle d} genau dann 1-Lipschitz-stetig ist, wenn sie mit der Metrik {\displaystyle d_{X}} verträglich ist, wenn also für je zwei Elemente {\displaystyle x;y\in X} stets {\displaystyle d(x)\leq d(y)+d_{X}(x;y)} gilt.
In abschwächender Sprechweise wird eine Funktion {\displaystyle d\colon X\to \mathbb {R} _{0}^{+}} daher auch Pseudo-Distanzfunktion genannt, wenn sie 1-Lipschitz-stetig ist und mit der Norm divergiert.

## Distanzfunktion zu einer Menge
Der Prototyp einer Distanzfunktion ist der Abstand zu einer kompakten Teilmenge {\displaystyle K\subseteq X}, der durch {\displaystyle d_{K}(x)=\inf _{k\in K}\|x-k\|_{X}} erklärt wird.
Die Kompaktheit bewirkt hier, dass das Infimum stets für mindestens einen Punkt aus {\displaystyle K} tatsächlich angenommen wird.
Die 1-Lipschitz-Stetigkeit folgt dann aus der Dreiecksungleichung.

## Distanzfunktion zu einem Maß
Sei nun {\displaystyle X} zusätzlich mit einem Maß {\displaystyle \mu } versehen und {\displaystyle 0\leq m<\mu (X)} eine reelle Zahl, so lässt sich zeigen, dass durch
{\displaystyle \delta _{\mu ;m}(x)=\inf\{r>0|\mu ({\overline {B}}_{r}(x))>m\}}
eine Pseudo-Distanzfunktion erklärt ist, wobei {\displaystyle {\overline {B}}_{r}(x)=\{y\in X|d_{X}(x;y)\leq r\}} die abgeschlossene Kugel um {\displaystyle x} mit Radius {\displaystyle r} bezeichne.
Für jede reelle Zahl {\displaystyle 0<m_{0}<\mu (X)} heiße nun die Abbildung
{\displaystyle d_{\mu ;m_{0}}\colon X\to \mathbb {R} _{0}^{+};\ x\mapsto {\sqrt {{\frac {1}{m_{0}}}\int _{0}^{m_{0}}\delta _{\mu ;m}(x)^{2}\ \mathrm {d} m}}}
die Distanzfunktion zum Maß {\displaystyle \mu } mit Parameter {\displaystyle m_{0}}.

## Differenzierbarkeit
Nach dem Satz von Rademacher sind (Pseudo-)Distanzfunktionen fast überall metrisch differenzierbar, da sie Lipschitz-stetig sind.
Ist speziell {\displaystyle X=\mathbb {R} ^{n}} euklidisch, dann folgt aus dem Satz von Alexandrow mit der Semikonkavität des Quadrates auch die zweifache (totale) Differenzierbarkeit von Distanzfunktionen fast überall.
Dies ermöglicht eine eingehende Untersuchung von Distanzfunktionen und den zugrunde liegenden Räumen durch die Betrachtung des Gradienten vergleichbar mit der Morsetheorie in der Differentialtopologie.